# San Marcos Sierras
San Marcos Sierra es una localidad ubicada a 150 km de la ciudad de Córdoba en el departamento Cruz del Eje, en la provincia de Córdoba, Argentina.

## Aspecto urbano
Dentro del casco urbano no existen calles asfaltadas, la plaza central se encuentra exornada en primavera y verano por las flores amarillas de los árboles llamados chañares. Actualmente el pueblo de San Marcos Sierras ya cuenta con wifi, algo inédito hasta el momento.

## Economía
En el aspecto económico, San Marcos Sierras centra su actividad en la apicultura siendo uno de los principales productores de miel de la provincia (la miel se declara extrapura ya que desde el 2004 se ha declarado libre de cultivos transgénicos). También se destaca la venta de productos regionales, tales como aceitunas, queso de cabra, arrope de tuna, etc.
Desde fines del siglo XX se ha hecho muy importante el turismo, principalmente el afín al hippismo que practica campings o pernocta en hostels y bungalows, practicando cabalgatas a la luz de la luna o en luz diurna.

## Lugares de interés
Frente a la plaza central y casi al borde norte de la pequeña sierra montana que da nombre al pueblo existe una antigua y pequeña iglesia de arquitectura colonial.
También en San Marcos Sierras se encuentra el Museo Hippie,  cuyos dueños lo declaran único del mundo. Se destaca, asimismo, el Centro Cultural que lleva el nombre de Marcelo País.
En el mismo sentido, en el centro del pueblo se encuentra Casa Sacha, un paseo poético en San Marcos Sierras. Una Casa cultural donde encontrar pociones herbales, libros independientes, tarot, herbolaria y todo lo que se produzca con plantas y poesía. 
En cuanto a balnearios, los principales se encuentran en los vecinos piletones naturales del río Quilpo.
En el río Quilpo, destacan las bajadas de Casa de Piedra (sitio arqueológico) y La Parideras, el lugar donde se unen los ríos San Gregorio y Pinto, que dan nacimiento al Rio Quilpo.

## Geografía

### Población
En el 2010 oficialmente contaba con 943 habitantes (Indec, 2010), lo que representa un incremento del 3% frente a los 916 habitantes (Indec, 2001) del censo anterior, hasta el siglo XIX la zona era una de las últimas comunidades de la etnia de los henia-kamiare, más precisamente de la comunidad del cacique Tulián. En el 2015 según fuentes extraoficiales la población se ha cuadruplicado llegando a tener la localidad a mediados del citado año 2015 unos 3000 habitantes, la inmensa mayoría argentinos pertenecientes a las clases medias-altas de la ciudad de Buenos Aires y las provincias de Buenos Aires, Santa Fe y de la propia Provincia de Córdoba. También se registró la presencia de algunos extranjeros, sobre todo inmigrantes europeos de procedencia mayoritariamente británica.
| Gráfica de evolución demográfica de San Marcos Sierras entre 1991 y 2022 |
|                                                                          |
| Fuente: Censos nacionales del INDEC                                      |

### Sismicidad
La región posee sismicidad media; y sus últimas expresiones se produjeron:
- 22 de septiembre de 1908 (116 años), a las 17.00 UTC-3, con 6,5 Richter, escala de Mercalli VII; ubicación 30°30′0″S 64°30′0″O / -30.50000, -64.50000; profundidad: 100 km ; produjo daños en Deán Funes, Cruz del Eje y Soto, provincia de Córdoba, y en el sur de las provincias de Santiago del Estero, La Rioja y Catamarca.

- 16 de enero de 1947 (78 años), a las 2.37 UTC-3, con una magnitud aproximadamente de 5,5 en la escala de Richter (terremoto de Córdoba de 1947)[2]

- 28 de marzo de 1955 (70 años), a las 6.20 UTC-3 con 6,9 Richter: además de la gravedad física del fenómeno se unió el desconocimiento absoluto de la población a estos eventos recurrentes (terremoto de Villa Giardino de 1955)

- 7 de septiembre de 2004 (20 años), a las 8.53 UTC-3 con 4,1 Richter

- 25 de diciembre de 2009 (15 años), a las 21.42 UTC-3 con 4,0 Richter

La Defensa Civil municipal debe realizar anualmente simulacro de sismo; y advertir con abundante señalética sobre escuchar y obedecer. 
Área de
- Media sismicidad con 5,5 Richter, hace 78 años, otro de mayor cimbronazo hace 116 años por el terremoto de Cruz del Eje 1908 con 6,5 Richter